# Sülzetal
Sülzetal est une commune allemande ayant le statut de Einheitsgemeinde, dans le land de Saxe-Anhalt et l'arrondissement de la Börde. Elle est formée le 1er avril 2001 des communes Altenweddingen, Bahrendorf, Dodendorf, Langenweddingen, Osterweddingen, Schwaneberg et Sülldorf qui faisaient partie de la coopération administrative Sülzetal dont le huitième membre, la commune de Beyendorf, est devenu un quartier de Magdebourg.

## Personnalités liées à la ville
- Georg Dohrn (1867-1942), chef d'orchestre et pianiste né à Bahrendorf ;
- Ruth Brandin (1940-), chanteuse née à Altenweddingen.

## Source
- (de) Cet article est partiellement ou en totalité issu de l’article de Wikipédia en allemand intitulé « Sülzetal » (voir la liste des auteurs).